# Dhoti

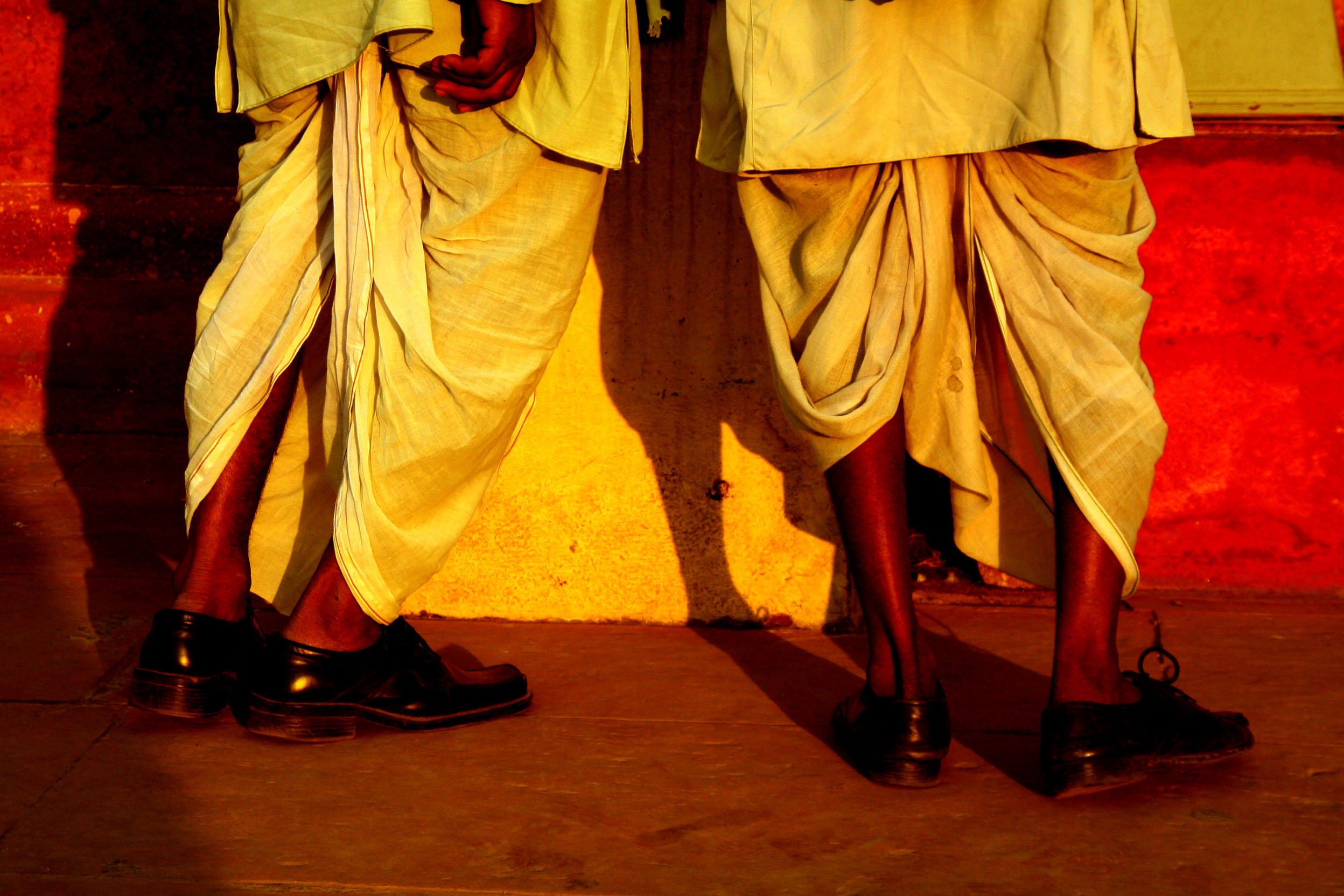
Dhotier i Delhi.

Dhoti är ett draperat klädesplagg och den fotsida klädnad som är Indiens vanligaste för män. Klädnaden, oftast vit, består av ett rektangulärt tygstycke, som på ett tämligen invecklat sätt lindas runt kroppen. I norra Indien kombineras dhotin ibland med det skjortliknande plagget kurta. I Tamil Nadu kallas dhotin veshti, och lindas där endast runt midjan. I södern bärs ofta en skjorta till dhotin.
Dhotin förknippas ofta med Mahatma Gandhi, som bär dhotin på de allra flesta bevarade foton av honom. Inte bara politiker från norra, utan även politiker från södra Indien har gjort sig kända för att bära dhoti. Ett exempel är H.D. Deve Gowda.